# Cyrtochilum linguiforme
Cyrtochilum linguiforme är en orkidéart som först beskrevs av John Lindley, och fick sitt nu gällande namn av Friedrich Fritz Wilhelm Ludwig Kraenzlin. Cyrtochilum linguiforme ingår i släktet Cyrtochilum, och familjen orkidéer. Inga underarter finns listade i Catalogue of Life.